# Шаталін Віктор Васильович
Ві́ктор Васи́льович Шата́лін (нар. 15 листопада 1926, Земляні Хутори — пом. 2 липня 2003, Київ) — український художник, член Спілки художників СРСР та Національної спілки художників України, член-кореспондент Академії мистецтв СРСР (з 1978 року), академік Академії мистецтв України (з 1997 року).

## Біографія
Народився 15 листопада 1926 в селі Земляних Хуторах (нині Саратовської області Росії). З 1939 року навчався в Ленінградській художній школі при АМ СРСР. 16-річним підлітком пішов на фронт німецько-радянської війни, став «сином полку» Першого Українського фронту. Після закінчення війни відвідував уроки малювання у РХСШ, з 1947 по 1953 рік навчався в Київському художньому інституті у К. Трохименка, Г. Титова, К. Єлеви, М. Шаронова.
Член Спілки художників СРСР з 1957 року, неодноразово обирався секретарем Правління Спілки художників УРСР та секретарем Правління Спілки художників СРСР.
У 1966–2003 роках викладав у Київському державному художньому інституті (професор з 1976 року).

Могила Віктора Шаталіна

Жив і працював переважно в Києві. Помер 2 липня 2003 року. Похований в Києві на Байковому кладовищі (ділянка № 49а).

## Відзнаки
Заслужений діяч мистецтв УРСР з 1964 року, народний художник УРСР з 1967 року. Лауреат Державної премії УРСР імені Т. Шевченка за 1984 рік.
Нагороджений орденами Трудового Червоного Прапора, Вітчизняної війни II ступеня, Дружби народів, «Знак Пошани»; Золотою медаллю імені М. Б. Грекова, Срібною медаллю Академії мистецтв СРСР, Срібною медаллю Міністерства культури СРСР (1957; за картину «По долинах і узгір'ях …», яка експонувалася на Всесоюзній виставці у ДТГ), іншими медалями.

## Творчість
Звернення Шаталіна до історичного минулого вже на початку творчого шляхувизначило самобутність художника. Він з великим натхненням шукає власну тему, де з епічним розмахом можна було б розкрити героїзм народного подвигу. 1957 року Шаталін пише картину «По долинах та узгір'ях», ка поставила його в один ряд з майстрами історико-революційної картини. Схвильованість у трактуванні образів, глибоке розуміння історії, висока суть народного подвигу талановито втілені в цій роботі. Широта ідейно-художнього задуму, високий професіоналізм, культура виконання, сприяли створенню епічного полотна. Революційна романтика часів громадянської війни тут по-справжньому щира, показана широко та правдиво.
1964 року художник створює полотно, де показує трагічні процеси, що відбувались на селі за часів колективізації. Картина «Земля», завдяки глибокому розумінню епохи, психологічно насиченим образам, показує драматичність ситуації. Водночас вона сповнена високого оптимістичного настрою.
Як зазначає про Віктора Васильовича Ігор Шаров, у 70-80 роки діапазон творчих пошуків розширюється. Він активно звертається до сучасних тем, створює композиції історико-революційного напряму, пейзажі, натюрморти. Однак, тема війни залишається однією з головних у його творчості. Шаталін вміло реалізує талант художника-баталіста, створює широкі панорами боїв, але не забуває про психологічну виразність композиції. Твори Шаталіна — це розповідь про непросте життя народу та його батьківщини.

«Сказання про Північ»

Автор пейзажів і тематичних картин. Серед них:
- «По долинах та узгір'ях» (1957);
- «Бойове завдання» (1960);
- «Церква» (1960);
- «Земля» (1964);
- «Псковський кремль» (1968);
- «Збирались загони юних бійців» (1977);
- «Сказання про Північ» (1977);
- портрет композитора Г. Майбороди (1977);
- «Ідуть дощі» (1981);
- «Битва за Дніпро» (1983);
- «Середня Азія» (1983);
- «Вставай, страна огромная» (1985);
- «На світанку» (1990);
- «Карпати» (1992);
- «Вітряний день» (1995) та інші;

1974 року видано альбом його творів.
Детальніше про творчість — на офіційному сайті художника https://web.archive.org/web/20160204135752/http://shatalin.com.ua/